# Villenave-d'Ornon
Villenave-d'Ornon é uma comuna francesa na região administrativa da Nova Aquitânia, no departamento da Gironda. Estende-se por uma área de 21,25 km². Em 2010 a comuna tinha 35 480 habitantes (densidade: 1 669,6 hab./km²).205 hab/km². Villenave d'Ornon é uma cidade geminada com a cidade portuguesa de Torres Vedras.

## Cidades Geminadas
- Torres Vedras - Portugal